# 越南基督教新教
越南基督教新教是一个较小的宗教社群，占总人口的0.5%到2 %，根据2006年政府人口统计，大约有100万人（1%）。不过，更正教是越南增长最快的宗教，在过去10年间增长率达到600%。 

## 起源
更正教于1911年由加拿大宣道会传教士翟辅民传入越南岘港。宣道会共派遣了100多名传教士到越南。第一个被政府承认的更正教机构是越南福音教会（北方）（1963年）。 
到1967年，更正教团体主要位于南越境内，包括法国归正会、圣公会、宣道会、浸信会、基督会、环球福音会和基督复临安息日会。1967年，在南越有15万名更正教信徒，占总人口的大约1%。 
1975年共产党接管南越时，没收了一些更正教会的财产，包括芽庄和河内的神学院。数以百计的更正教教堂在这期间被摧毁。
1975年，越南所有的更正教教派被当地共产党政府组合成一个单一的机构，称为越南福音教会，到1997年有50万正式成员。不过，在1988年，当一些活跃的牧师被逐出官方教会时，家庭教会运动开始了。其中最突出的一位牧师是陳廷愛，他拥有 16,000 信徒和165 个教会（1997年）。

## 越南圣经公会
新教於1926至1991年翻译了几种圣经译本，并将旧约和新约的若干卷翻译成越南语。
联合圣经公会在越南的工作开始于1890年。1966年成立了越南圣经公会。2005年，圣经公会在越南分发了53,170册越南文圣经和120,170册新约。2年前，2003年，得到政府的允许，在越南印刷了6万册越南文圣经和5万册新约（all in Vietnamese）。同年，在越南还为当地华人社团印刷了1万册中文圣经。其中7,555册 在几个月内销售一空。

## 现状
目前，超过一半的越南新教徒属于家庭教会。信仰的增长最具有戏剧性的是在山地少数民族中，例如Mnong、Ede、Jarai和Bahnar。2005年，据传一些西北部村庄的更正教徒受到压力放弃信仰，不过这些报告已经比以往减少。未经批准的教会聚会通常会被取缔，信徒会被拘留。2001年4月，政府正式承认了越南南部福音教会。2005年，数百个在2001年下令关闭的家庭教会，已经允许重新开放 100多名难民在抗议没收土地和缺乏宗教自由遭到镇压后逃往柬埔寨 。2001年，一座当地基督徒团体请求收回的建于1936年的古老的更正教堂遭到拆毁。至少54人仍然因信仰原因被关押，包括一些更正教徒。新生命团契，寻求官方承认已经8年，2005年被拒绝在胡志明市聚会。一位更正教牧师被迫在精神病院度过12个月。2007年3月，合法承认的越南福音教会（北方）河内大教堂信徒阮文岱因宣传宗教自由而被捕。
2007年10月，浸信会和门诺会得到了河内政府的正式承认，被认为该国的宗教自由有所改进。浸信会牧师阮 Thong说，1989年以来，他的教会已经吸引了超过18,400名信徒，在全国23 城市和省份有135个聚会。
2007年，制作了一部关于越南地下教会以及继续受到地方政府的迫害的电影。2007年4月，据传一个拒绝否认基督教信仰的Hroi族年轻人在受审时受伤而死。
根据2008年估计，许多越南山地部落的基督徒仍被当作“美国间谍”，遭到拷打、监禁和挨饿，尽管政府保证宗教自由。